# Gleison Bremer
Gleison Bremer Silva Nascimento (tiếng Bồ Đào Nha: [ˈɡlɛjsõ ˈbɾɛmɛʁ], sinh ngày 18 tháng 3 năm 1997), được biết đến với biệt danh Gleison Bremer hoặc đơn giản là Bremer, là một cầu thủ bóng đá chuyên nghiệp người Brasil hiện đang thi đấu ở vị trí trung vệ cho câu lạc bộ bóng đá Juventus FC tại Serie A và Đội tuyển bóng đá quốc gia Brasil.

## Thời niên thiếu
Gleison Bremer sinh ngày 18 tháng 3 năm 1997 tại Itapitanga, Brasil. Anh được cha anh đặt cái tên Bremer để vinh danh cố cầu thủ bóng đá người Đức Andreas Brehme.

## Sự nghiệp câu lạc bộ

### Atlético Mineiro
Sinh ra ở Itapetinga, bang Bahia, Bremer gia nhập Desportivo Brasil vào năm 2014 ở tuổi 17. Năm 2016, anh được cho São Paulo mượn trong một năm và ban đầu được xếp vào đội U-20. Anh ra mắt chuyên nghiệp cho đội dự bị vào ngày 12 tháng 10 năm đó khi vào sân thay người với tư cách là cầu thủ dự bị trong trận thua 0–3 trên sân nhà trước Rio Claro tại Copa Paulista năm đó.
Vào tháng 3 năm 2017, Bremer chuyển đến Atlético Mineiro với mức phí 380.000 R$. Được đôn lên đội chính vào tháng 6, anh ra mắt đội một tại Série A vào ngày 25 tháng 6 khi thay thế Rodrigão bị chấn thương trong chiến thắng 1–0 trên sân khách trước Chapecoense. Vào ngày 11 tháng 7 năm 2017, Bremer gia hạn hợp đồng đến cuối năm 2021.

### Torino
Vào ngày 10 tháng 7 năm 2018, Bremer gia nhập câu lạc bộ Torino đến từ Ý theo hợp đồng 5 năm. Anh ra mắt cho Granata vào ngày 12 tháng 8 trong trận thắng 4–0 trước Cosenza tại Coppa Italia khi vào sân ở phút thứ 23 của hiệp hai thay cho Armando Izzo. Vào ngày 19 tháng 8, anh ra mắt tại Serie A khi một lần nữa vào sân thay cho Izzo trong trận thua 0–1 trước Roma. Trong mùa giải đầu tiên với Torino, anh ra sân tổng cộng bảy trận tại Serie A và Coppa Italia, chủ yếu là dự bị cho Emiliano Moretti và Koffi Djiji.
Sau khi Moretti giải nghệ vào cuối mùa giải, Walter Mazzarri bắt đầu cho Bremer đá chính vào đầu mùa giải 2019–20. Vào ngày 25 tháng 7 năm 2019, anh ra mắt tại các giải đấu thuộc UEFA trong trận gặp Debrecen tại vòng loại thứ nhất của Europa League. Tại vòng sơ loại thứ hai, anh đá phản lưới nhà trong trận thua 3–2 trên sân nhà trước Wolverhampton Wanderers.
Trong mùa giải 2020–21, Bremer bắt đầu đá chính thường xuyên hơn cho Torino. Vào ngày 30 tháng 11 năm 2020, anh ghi bàn thắng ấn định chiến thắng 1–0 trên sân khách trước Genoa. Vào ngày 28 tháng 1 năm 2020, anh ghi một cú đúp trong trận thất bại 4–2 trước AC Milan tại Coppa Italia. Trong phần tiếp theo của mùa giải, anh đá chính tại tất cả các trận cho Torino và ghi thêm hai bàn thắng. Bremer kết thúc mùa giải này với tổng cộng 35 lần ra sân và 5 bàn thắng trên mọi đấu trường.
Vào ngày 2 tháng 2 năm 2022, Bremer gia hạn hợp đồng với câu lạc bộ đến tháng 6 năm 2024. Những màn trình diễn ấn tượng của anh trong suốt mùa giải 2021–22 đã giúp anh nhận được giải thưởng là hậu vệ Serie A xuất sắc nhất năm.

### Juventus
Vào ngày 20 tháng 7 năm 2022, Bremer gia nhập Juventus, câu lạc bộ đối thủ thành Torino, theo hợp đồng có thời hạn đến năm 2027. Anh ra mắt cho Juventus vào ngày 15 tháng 8 trong chiến thắng 3–0 trước Sassuolo tại Serie A. Vào ngày 11 tháng 9, anh ghi bàn thắng đầu tiên cho Bianconeri trong trận hòa 2–2 trước Salernitana tại Serie A. Vào ngày 28 tháng 2 năm 2023, Bremer ghi bàn cho Juventus vào lưới câu lạc bộ cũ Torino trong chiến thắng 4–2 tại trận Derby della Mole.
Vào ngày 27 tháng 12 năm 2023, sau khi giúp Juventus trụ vững ở hàng phòng ngự trong nửa đầu mùa giải, Bremer đã gia hạn hợp đồng với Bà đầm già đến năm 2028.

## Sự nghiệp quốc tế
Vào ngày 9 tháng 9 năm 2022, Bremer lần đầu tiên được gọi vào đội tuyển quốc gia Brasil để thi đấu tại hai trận giao hữu với Ghana và Tunisia. Anh ra mắt cho đội tuyển Brasil trong trận thắng 3–0 trước Ghana vào ngày 23 tháng 9. Vào ngày 7 tháng 11, anh có tên trong danh sách tham dự của đội tuyển quốc gia Brasil tại FIFA World Cup 2022 ở Qatar.

## Phong cách chơi bóng
Bremer là một trung vệ khỏe mạnh với khả năng thi đấu trên không và chọn vị trí tuyệt vời. Là một cầu thủ đa năng, anh có tốc độ đáng chú ý và được cho là lấy cảm hứng từ hậu vệ người đồng hương Lúcio.

## Thống kê sự nghiệp
Tính đến 17 tháng 3 năm 2024
| Câu lạc bộ          | Mùa giải            | Giải vô địch        | Giải vô địch | Giải vô địch | Cúp quốc gia | Cúp quốc gia | Châu lục | Châu lục | Khác | Khác | Tổng cộng | Tổng cộng |
| Câu lạc bộ          | Mùa giải            | Hạng đấu            | Trận         | Bàn          | Trận         | Bàn          | Trận     | Bàn      | Trận | Bàn  | Trận      | Bàn       |
| ------------------- | ------------------- | ------------------- | ------------ | ------------ | ------------ | ------------ | -------- | -------- | ---- | ---- | --------- | --------- |
| Atlético Mineiro    | 2017                | Série A             | 12           | 0            | 1            | 0            | 1        | 0        | 1    | 0    | 15        | 0         |
| Atlético Mineiro    | 2018                | Série A             | 11           | 1            | 3            | 0            | 2        | 0        | 2    | 0    | 18        | 1         |
| Atlético Mineiro    | Tổng cộng           | Tổng cộng           | 23           | 1            | 4            | 0            | 3        | 0        | 3    | 0    | 33        | 1         |
| Torino              | 2018–19             | Serie A             | 5            | 0            | 2            | 0            | —        | —        | —    | —    | 7         | 0         |
| Torino              | 2019–20             | Serie A             | 27           | 3            | 2            | 2            | 6        | 0        | —    | —    | 35        | 5         |
| Torino              | 2020–21             | Serie A             | 33           | 5            | 2            | 0            | —        | —        | —    | —    | 35        | 5         |
| Torino              | 2021–22             | Serie A             | 33           | 3            | 0            | 0            | —        | —        | —    | —    | 33        | 3         |
| Torino              | Tổng cộng           | Tổng cộng           | 98           | 11           | 6            | 2            | 6        | 0        | 0    | 0    | 110       | 13        |
| Juventus            | 2022–23             | Serie A             | 30           | 4            | 3            | 1            | 10       | 0        | —    | —    | 43        | 5         |
| Juventus            | 2023–24             | Serie A             | 28           | 2            | 1            | 0            | —        | —        | —    | —    | 29        | 2         |
| Juventus            | Tổng cộng           | Tổng cộng           | 58           | 6            | 4            | 1            | 10       | 0        | 0    | 0    | 72        | 7         |
| Tổng cộng sự nghiệp | Tổng cộng sự nghiệp | Tổng cộng sự nghiệp | 179          | 18           | 14           | 3            | 19       | 0        | 3    | 0    | 215       | 21        |

1. ↑  Bao gồm Copa do Brasil và Coppa Italia
2. ↑  Ra sân tại Copa Libertadores
3. ↑  Ra sân tại Primeira Liga
4. ↑  Ra sân tại Copa Sudamericana
5. ↑  Ra sân tại Campeonato Mineiro
6. ↑  Ra sân tại UEFA Europa League
7. ↑  Ra sân ba lần tại UEFA Champions League, ra sân bảy lần tại UEFA Europa League

### Quốc tế
Tính đến 23 tháng 3 năm 2024
| Đội tuyển quốc gia | Năm       | Trận | Bàn |
| ------------------ | --------- | ---- | --- |
| Brasil             | 2022      | 3    | 0   |
| Brasil             | 2024      | 1    | 0   |
| Tổng cộng          | Tổng cộng | 4    | 0   |

## Danh hiệu

### Câu lạc bộ
Juventus
- Coppa Italia: 2023–24[24]

### Cá nhân
- Hậu vệ Serie A xuất sắc nhất: 2021–22[25]
- Đội hình xuất sắc nhất năm Serie A: 2021–22,[26] 2022–23[27]